# 願你不要死去
《願你不要死去》（日语：キミシニタモウコトナカレ）是2009年5月6日发售的May'n的单曲。个人第6张单曲，改艺名后的第3张单曲，也是首次以May'n的名义独立发行的个人单曲。由flying DOG发行，商品編號VTCL-35070。

## 解说
此單曲由因为担任色情涂鸦的制作人而活跃的音乐人－本间昭光所担任制作人制作的单曲。《願你不要死去》是日本电视动画《香格里拉》的片头曲。May'n曾说過，这首歌给我的曲风带来了一些改变，使我的曲风中有了一些阳刚之气。

## 收录曲
1. 願你不要死去 【4：02】
  - 作詞：岩里祐穗／作曲、編曲：本間昭光
2. M-Revolution 【4：26】
  - 作詞：May'n／作曲、編曲：本間昭光
3. 願你不要死去 （without May'n）
4. M-Revolution （without May'n）

## 其他
- 《願你不要死去》是日本电视动画《香格里拉》的片头曲。

## 外部連結
- （日語） May'n的音樂單曲及專題列表（May'n官方網站）